# 尊室旛
尊室旛（越南语：／，1804年—1868年），越南阮朝官員。

## 家世
尊室旛出自阮朝宗室第二系，是太祖阮潢之後，父親是尊室尼。

## 生平
尊室旛生於嘉隆三年（1804年），以尊生身份进入仕途，累官至工部郎中。紹治元年（1841年），出任平定按察使，因擅自發放江道疏浚錢款而被免職，發往軍前效贖，後起復為八品書吏。嗣德初，累遷至侍講銜，辦理禮部事務。後出領北寧按察使。
嗣德二十一年（1868年），尊室旛與管奇潘文延追剿吳鯤，在阿護之戰中陣亡，壽六十五歲。阮廷追贈為侍講學士。嗣德三十二年（1879年），尊室旛列祀忠義祠。

## 子女
尊室旛之子尊室張是秀才。